# Sarah Connolly

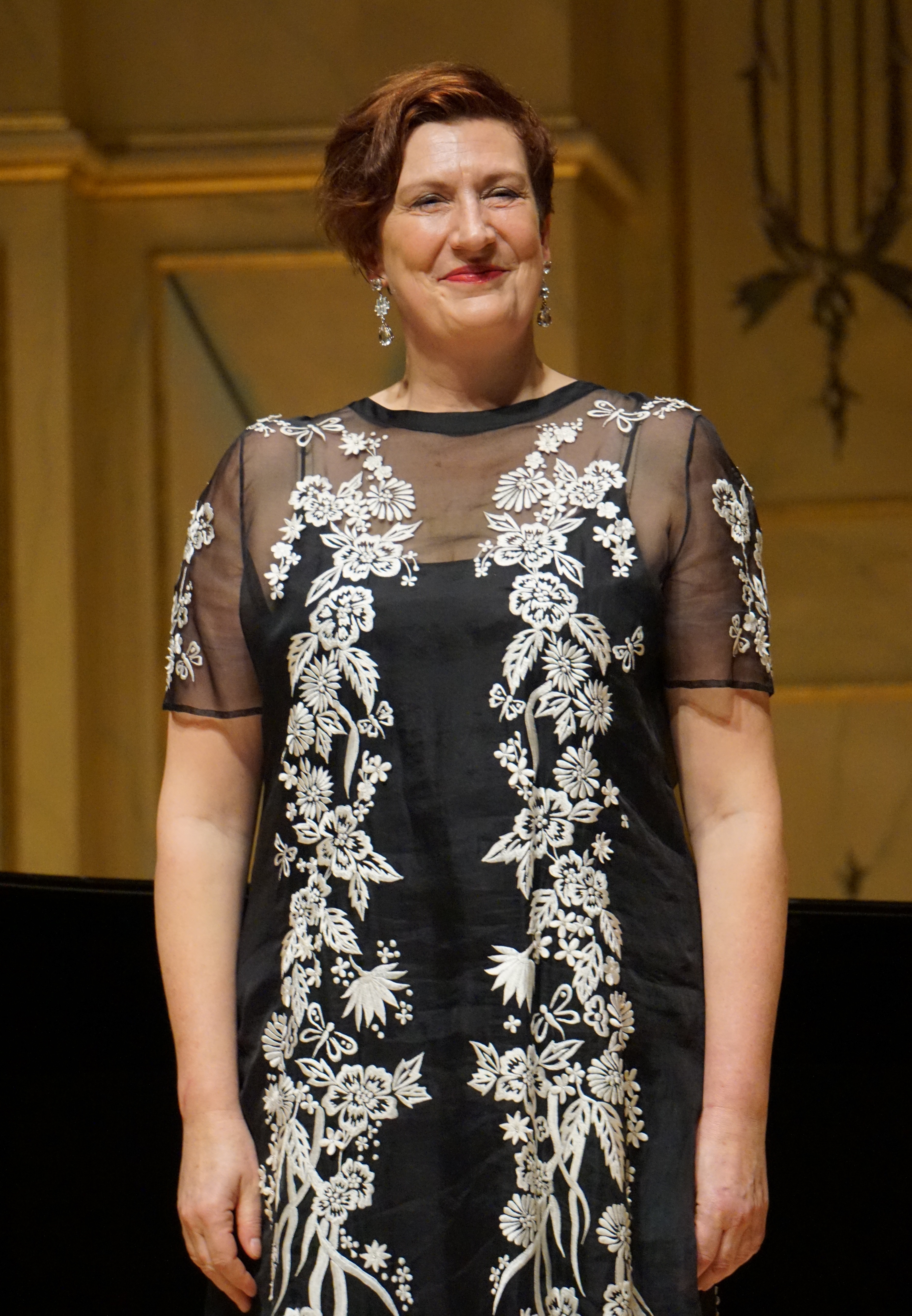
Sarah Connolly

Sarah Connolly DBE, född 13 juni 1963 i County Durham, är en engelsk mezzosopran.
Connolly utbildades vid Queen Margaret's School i York och studerade sedan  piano och sång vid Royal College of Music, där hon nu är ledamot. Hon var sedan medlem i BBC Singers i fem år.
Connollys intresse för opera och en heltidskarriär inom klassisk musik började efter att hon lämnat BBC Singers. Hon började sin operakarriär i rollen som Annina i Strauss Rosenkavaljeren 1994. Hennes genombrottsroll var som Xerxes i English National Operas produktion av Händels Xerxes 1998, regisserad av Nicholas Hytner. År 2005 sjöng hon Giulio Cesare av Händel för Glyndebourne Festival Opera. DVD:n av produktionen, regisserad av David McVicar, vann en Gramophone Award. Hennes debut på Royal Opera House, Covent Garden var i mars 2009, som Dido i Purcells Dido och Aeneas.
Under 100-årsminnet av Gustav Mahlers död 2011 framförde Connolly alla hans vokala verk i Storbritannien och utomlands med The Philharmonia och Maazel, London Philharmonic Orchestra och Jurowski och Nezet Seguin, London Symphony Orchestra och Alsop, Orchestra of the Age of Enlightenment och Rattle och Gewandhausorchester (Leipzig) under Chailly. Besluten att främja ny musik inkluderar hennes framföranden av John Taveners Tribute to Cavafy på Symphony Hall, Birmingham och hans filmmusik till Children of Men. Hon gjorde också den första kommersiella inspelningen av Turnages Twice Through the Heart med Marin Alsop och London Philharmonic Orchestra efter att tidigare ha gett de belgiska och nederländska premiärerna av arbetet med Schönberg Ensemble dirigerad av Oliver Knussen. Hon sjöng rollen som Susie i premiärproduktionen av Turnages opera The Silver Tassie på English National Opera år 2000, som senare släpptes i en kommersiell inspelning från 2002.
Connollys andra kommersiella inspelningar omfattar Schumanns romanser med Eugene Asti för Chandos, "Songs of Love and Loss", Korngolds romanser med Iain Burnside, Maurice Duruflés Requiem för Signum, Purcells Dido och Aeneas med Orchestra of the Age of Enlightenment, för vilken hon samlade in medlen och valde rösterna för inspelningen.
I september 2009 gjorde Sarah Connolly sitt första framträdande som gästsolist på Last Night of the Proms och sjöng Rule, Britannia! iklädd en kopia Horatio Nelsons uniform från Royal Navy.
Hon bor med sin man och deras dotter Lily (född 2003) i Gloucestershire. Connolly utsågs till kommendör av Brittiska Imperieorden (CBE) vid 2010 års nyårsutnämningar.